# Gopalpur (Inde)
Pour les articles homonymes, voir Gopalpur.
Gopalpur ou Gopalpur-on-Sea (Gopalpur-sur-Mer en français) est une ville du district de Ganjam dans l’État d’Odisha, en Inde.
Gopalpur est connue pour son port naturel en eau profonde et pour sa plage.

## Description
Gopalpur est une ville côtière du sud de l'Etat d'Odisha située au bord du golfe du Bengale à 180 km au sud-ouest de Bhubaneswar. Le district de Ganjam auquel elle appartient, est limitrophe de l'Andhra Pradesh.
Gopalpur compte 6 663 habitants au recensement de 2001 .
Le climat est tropical. Les pluies précèdent et suivent la mousson du sud-ouest.
La ligne de côte, qui est dégagée sur 4 km de long sans mangrove ni forêt tropicale, est exposée aux tempêtes. Gobalpur a notamment été touchée par le cyclone d'Orissa en 1999 et directement frappée par le cyclone Phailin en 2013.

## Galerie

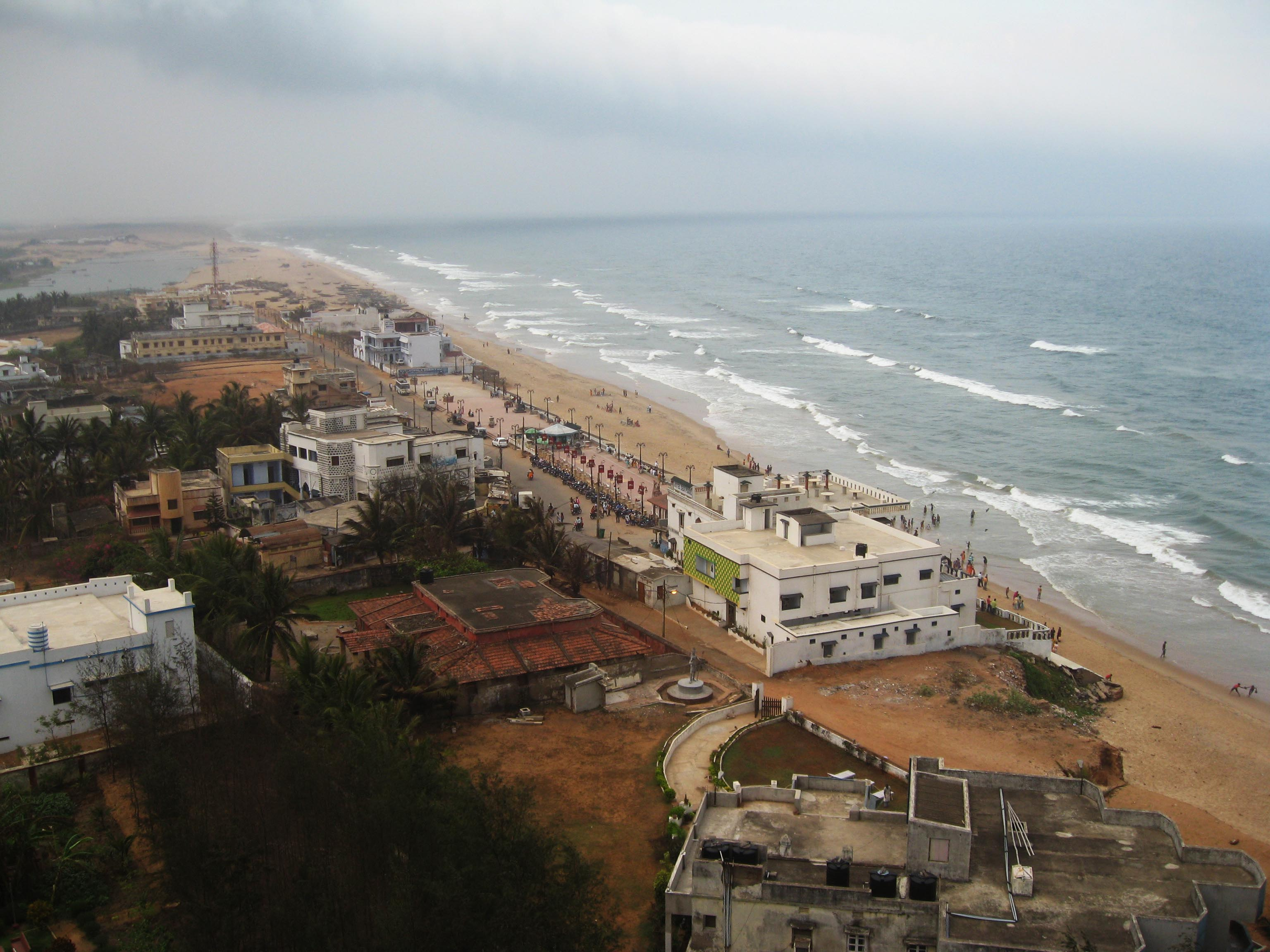
La plage vue du sommet du phare.
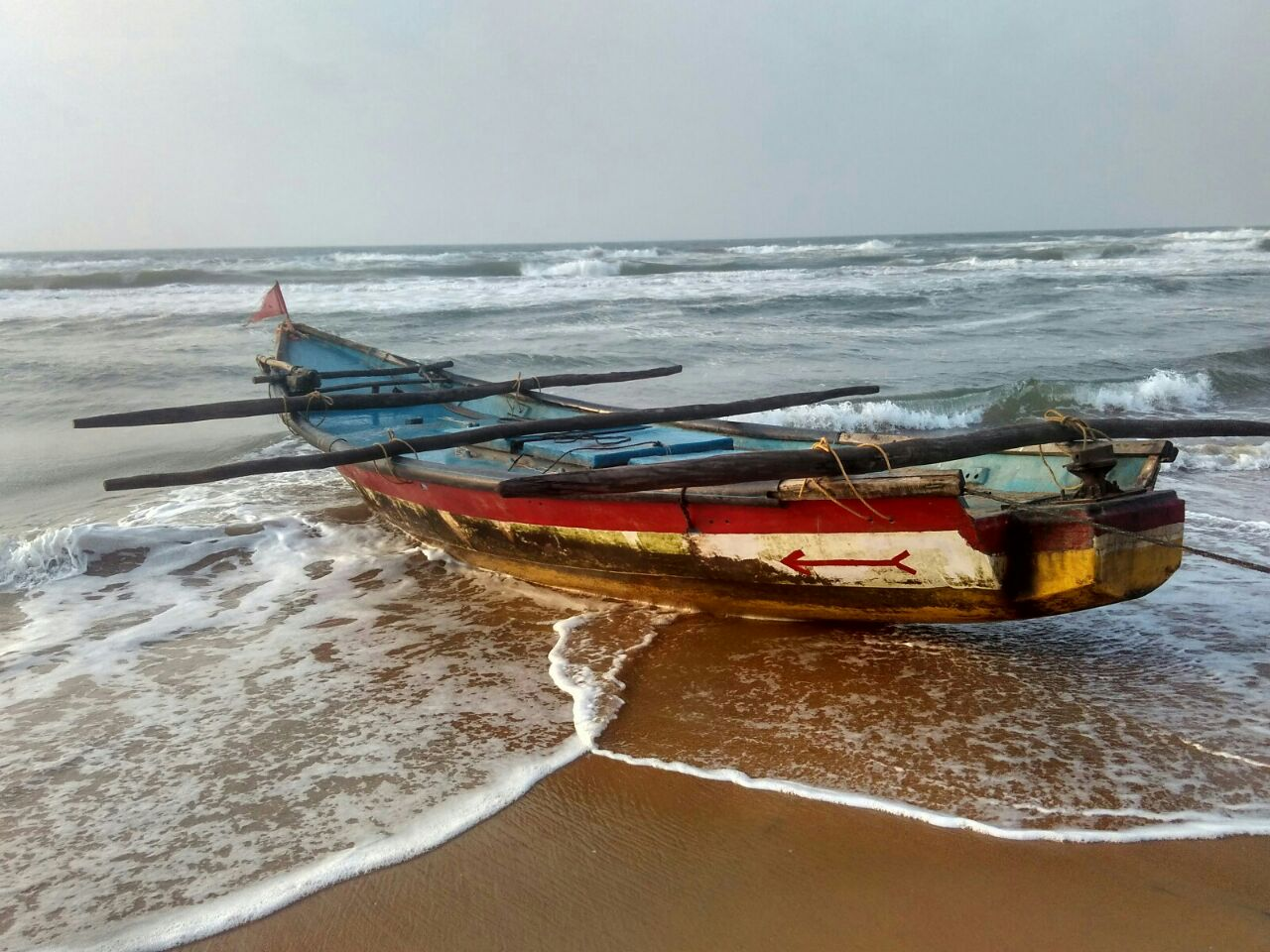
La plage.
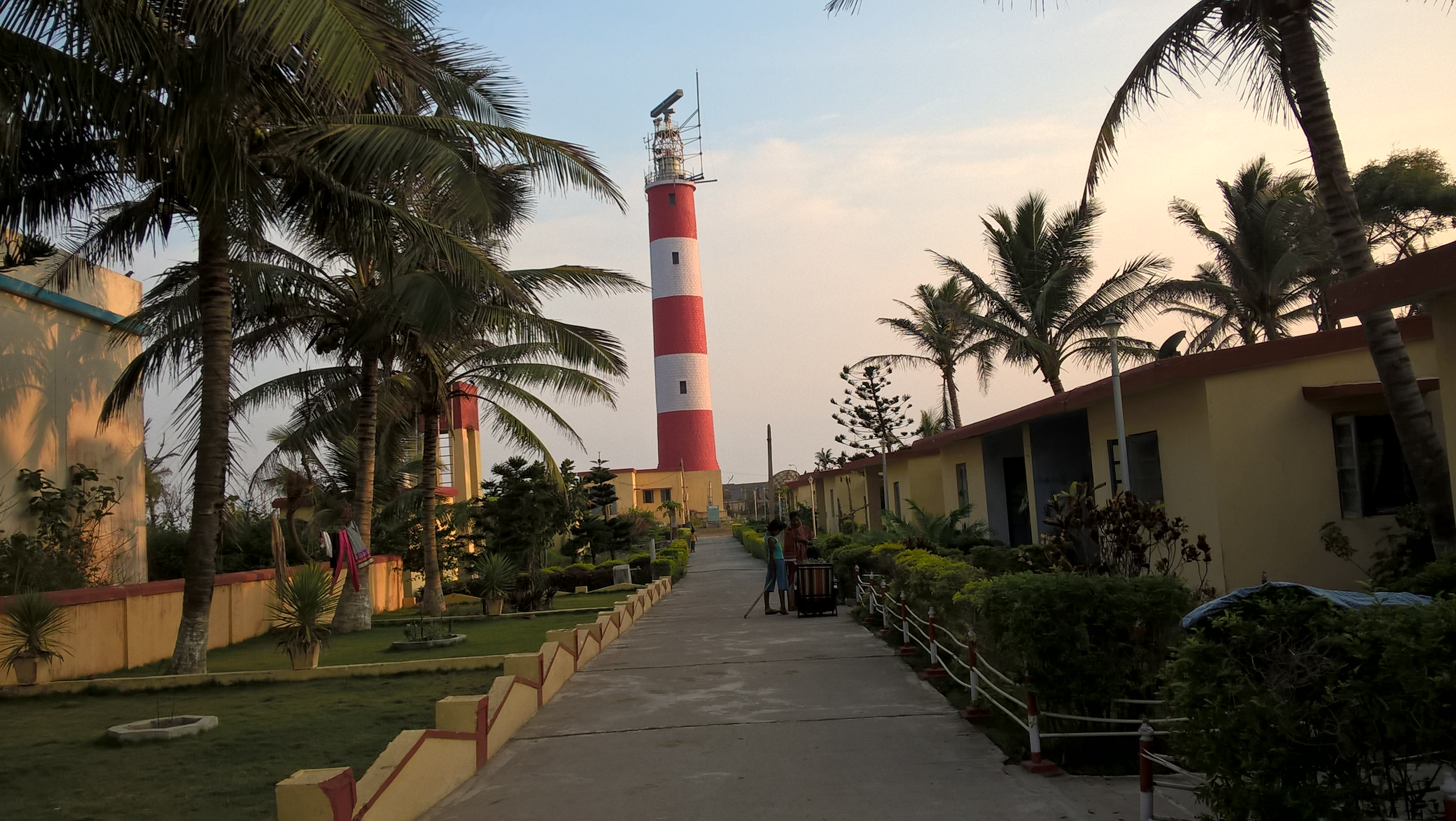
Le phare.
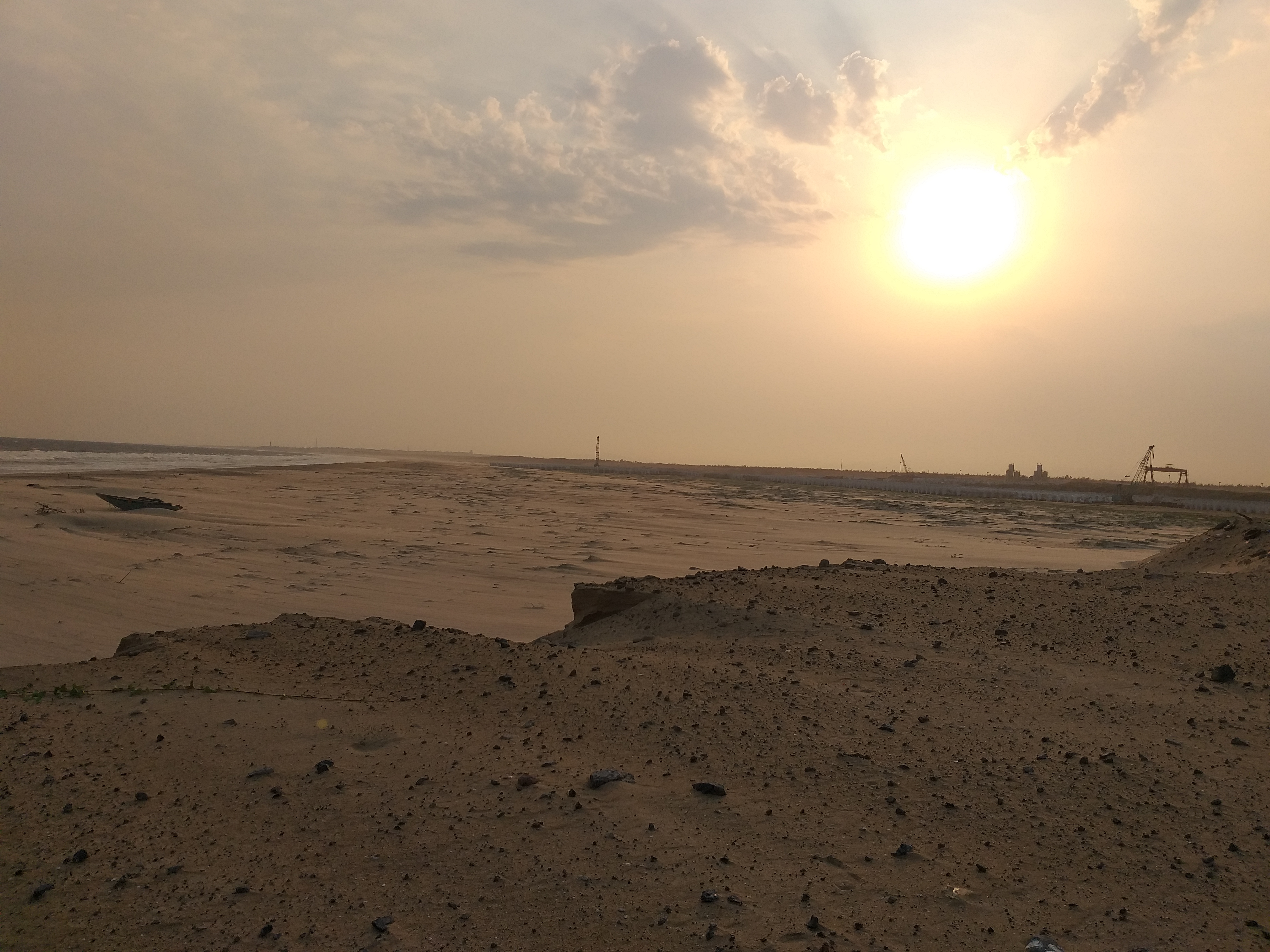
Le port.
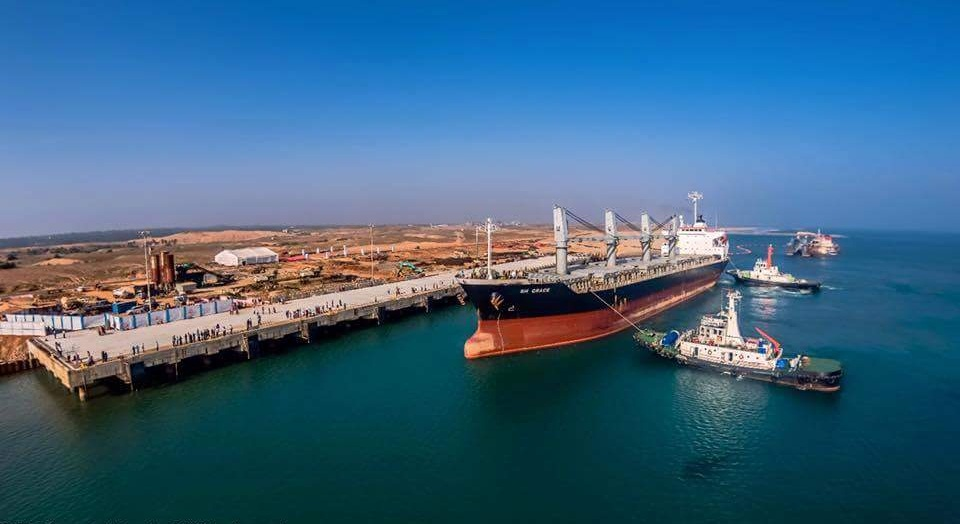
Le port.